# Rob Peeters
Rob Peeters (Geel, 2 juli 1985) is een Belgische voormalig professioneel veldrijder uit Mol-Sluis. Hij is tevens de neef van oud-renner Wilfried Peeters.

## Loopbaan
Net zoals Niels Albert is Peeters begonnen met BMX'en, meer bepaald in 2000. Hij werd bij de junioren Provinciaal en Belgisch kampioen, won de beker van België en behaalde 7 ereplaatsen op Europese wedstrijden. In 2004 maakte hij uiteindelijk de overstap naar het veldrijden. Hij behaalde meteen enkele mooie resultaten en nam van 2005 tot en met 2007 telkens deel aan het wereldkampioenschap veldrijden bij de beloften. Sinds het seizoen 2007-08 heeft hij een profcontract bij Landbouwkrediet - Tönissteiner. Begin oktober 2007 won hij zijn eerste prof-veldrit in Denain, Frankrijk. Eind 2009 tekende hij een contract bij Telenet-Fidea Cycling Team. Andere ploegen waarvoor Peeters uitkwam waren Vastgoedservice Golden Palace en Crelan-Vastgoedservice. In 2017 reed hij voor Pauwels Sauzen-Vastgoedservice, waarna hij zijn carrière beëindigde. Sindsdien is hij aan de slag als schilder.

## Palmares

### Wegwielrennen
2015
- Bergklassement Ster ZLM Toer
- 3e etappe Ronde van Vlaams Brabant (individuele tijdrit)

Totaal: 1 zege

### Veldrijden
| Seizoen   | Wereldbeker | Superprestige | GvA Trofee | WK     | EK     | BK     | Overige              | Totaal aantal zeges |
| --------- | ----------- | ------------- | ---------- | ------ | ------ | ------ | -------------------- | ------------------- |
| 2007-2008 |             |               |            | /      | n.v.t. | 12e    | Denain, Sint-Niklaas | 2                   |
| 2008-2009 |             |               |            | /      | n.v.t. | 8e     | Moeskroen            | 1                   |
| 2009-2010 |             |               |            | /      | n.v.t. | 4e     | Rutland, Lanarvily   | 2                   |
| 2010-2011 |             |               |            | /      | n.v.t. | 9e     | Zonnebeke            | 1                   |
| 2011-2012 |             |               |            | Zilver | n.v.t. | Brons  | Lebbeke, Zonnebeke   | 2                   |
| 2012-2013 |             |               |            | 18e    | n.v.t. | 5e     | Surhuisterveen       | 1                   |
| 2013-2014 |             |               |            | 7e     | n.v.t. | Zilver |                      | 0                   |
| 2014-2015 |             |               |            | 19e    | n.v.t. | 6e     |                      | 0                   |
| 2015-2016 |             |               |            | /      | 17e    | 15e    |                      | 0                   |
| 2016-2017 |             |               |            | /      | /      | 11e    | Peking               | 1                   |
| 2017-2018 |             |               |            | /      | /      | /      |                      | 0                   |
|           |             |               |            |        |        |        |                      |                     |
| Totaal    | 0           | 0             | 0          | 0      | 0      | 0      | 10                   | 10                  |